# Angels Unaware (film 1916)
Angels Unaware è un cortometraggio muto del 1916. Il nome del regista non viene riportato.

## Produzione
Il film fu prodotto dalla Essanay Film Manufacturing Company.

## Distribuzione
Distribuito dalla General Film Company, il film - un cortometraggio in due bobine - uscì nelle sale cinematografiche USA l'11 gennaio 1916. Viene citato in Moving Picture World dell'8 gennaio 1916.